# جيري ناغل
جيري ناغل (18 مايو 1928 بشيكاغو في الولايات المتحدة - 2 فبراير 1999 بشيكاغو في الولايات المتحدة) (بالإنجليزية: Jerry Nagel)‏ هو لاعب كرة سلة أمريكي في مركز هجوم خلفي. لعب مع ديترويت بيستونز.

## وصلات خارجية
- جيري ناغل على موقع إن بي أي (الإنجليزية)
- جيري ناغل على موقع سبورتس رفرنس (الإنجليزية)
- جيري ناغل على موقع كلية كرة السلة في سبورتس رفرنس.كوم (الإنجليزية)
- جيري ناغل على موقع ريلجم (الإنجليزية)
- جيري ناغل على موقع بروبوليرز (الإنجليزية)